# Codognan
Codognan est une commune française située dans le Sud de la France, dans le département du Gard en région Occitanie.
Exposée à un climat méditerranéen, elle est drainée par le canal d'irrigation du Bas-Rhône Languedoc, le Rhony. La commune possède un patrimoine naturel remarquable : un site Natura 2000 (les « costières nîmoises »), un espace protégé (les « Costières de Nimes ») et une zone naturelle d'intérêt écologique, faunistique et floristique.
Codognan est une commune urbaine qui compte 2 518 habitants en 2022, après avoir connu une forte hausse de la population depuis 1962. Elle est dans l'unité urbaine de Vergèze et fait partie de l'aire d'attraction de Nîmes. Ses habitants sont appelés les Codognanais ou  Codognanaises.

## Géographie

### Localisation
Codognan se situe dans le sud-ouest du département du Gard, à proximité du département de l'Hérault.
Les communes de Mus, Uchaud, Vauvert, Vergèze, Le Cailar et Aigues-Vives sont limitrophes de la commune de Codognan.

### Climat
Pour des articles plus généraux, voir Climat de l'Occitanie et Climat du Gard.
En 2010, le climat de la commune est de type climat méditerranéen franc, selon une étude s'appuyant sur une série de données couvrant la période 1971-2000. En 2020, Météo-France publie une typologie des climats de la France métropolitaine dans laquelle la commune est exposée à un climat méditerranéen et est dans la région climatique Provence, Languedoc-Roussillon, caractérisée par une pluviométrie faible en été, un très bon ensoleillement (2 600 h/an), un été chaud (21,5 °C), un air très sec en été, sec en toutes saisons, des vents forts (fréquence de 40 à 50 % de vents > 5 m/s) et peu de brouillards.
Pour la période 1971-2000, la température annuelle moyenne est de 14,4 °C, avec une amplitude thermique annuelle de 16,7 °C. Le cumul annuel moyen de précipitations est de 708 mm, avec 6 jours de précipitations en janvier et 2,7 jours en juillet. Pour la période 1991-2020, la température moyenne annuelle observée sur la station météorologique la plus proche, située sur la commune de Gallargues-le-Montueux à 4 km à vol d'oiseau, est de 15,5 °C et le cumul annuel moyen de précipitations est de 674,8 mm,. Pour l'avenir, les paramètres climatiques de la commune estimés pour 2050 selon différents scénarios d'émission de gaz à effet de serre sont consultables sur un site dédié publié par Météo-France en novembre 2022.

### Voies de communication et transports

#### Axes ferroviaires
Codognan est desservie par des trains TER Languedoc-Roussillon qui effectuent des missions entre les gares : d'Avignon-Centre ou de Nîmes et de Cerbère ou de Narbonne.

#### Axes routiers
La commune est desservie par l'autoroute A9 et par la route nationale 113 qui traverse la ville et la sépare en deux.

#### Transports en commun
Codognan est rattaché au réseau interurbain d'autocar liO.

### Milieux naturels et biodiversité

#### Espaces protégés
La protection réglementaire est le mode d’intervention le plus fort pour préserver des espaces naturels remarquables et leur biodiversité associée,.
Un  espace protégé est présent sur la commune : 
les « Costières de Nimes », un terrain acquis (ou assimilé) par un conservatoire d'espaces naturels, d'une superficie de 2 027 ha.

#### Réseau Natura 2000

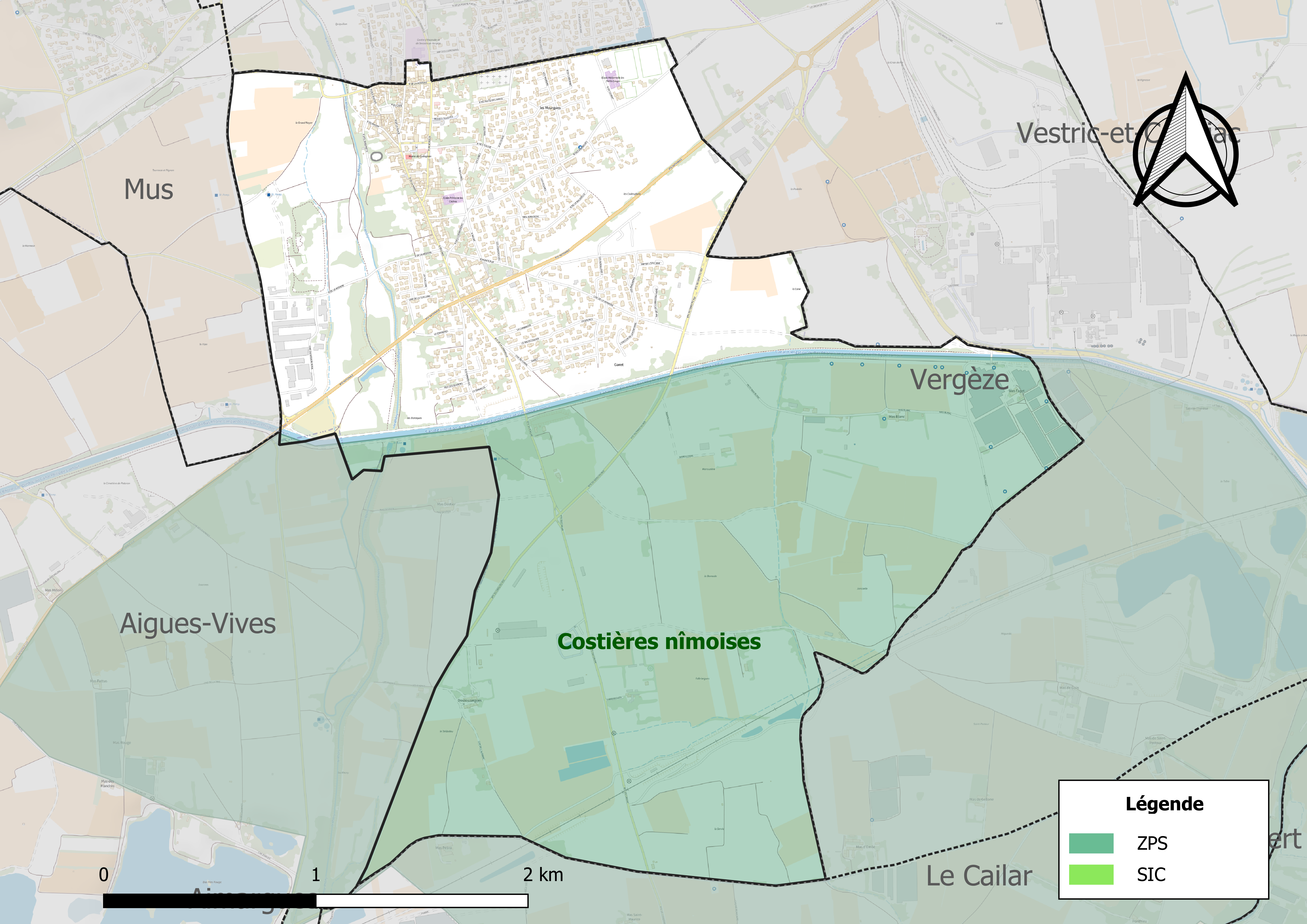
Sites Natura 2000 sur le territoire communal.

Le réseau Natura 2000 est un réseau écologique européen de sites naturels d'intérêt écologique élaboré à partir des directives habitats et oiseaux, constitué de zones spéciales de conservation (ZSC) et de zones de protection spéciale (ZPS). 
Un site Natura 2000 a été défini sur la commune au titre  de la directive oiseaux : les « costières nîmoises », d'une superficie de 13 479 ha, qui accueillait, en 2004, 300 mâles chanteurs, soit 60% des mâles reproducteurs de la région et près du quart des mâles reproducteurs en France.

#### Zones naturelles d'intérêt écologique, faunistique et floristique

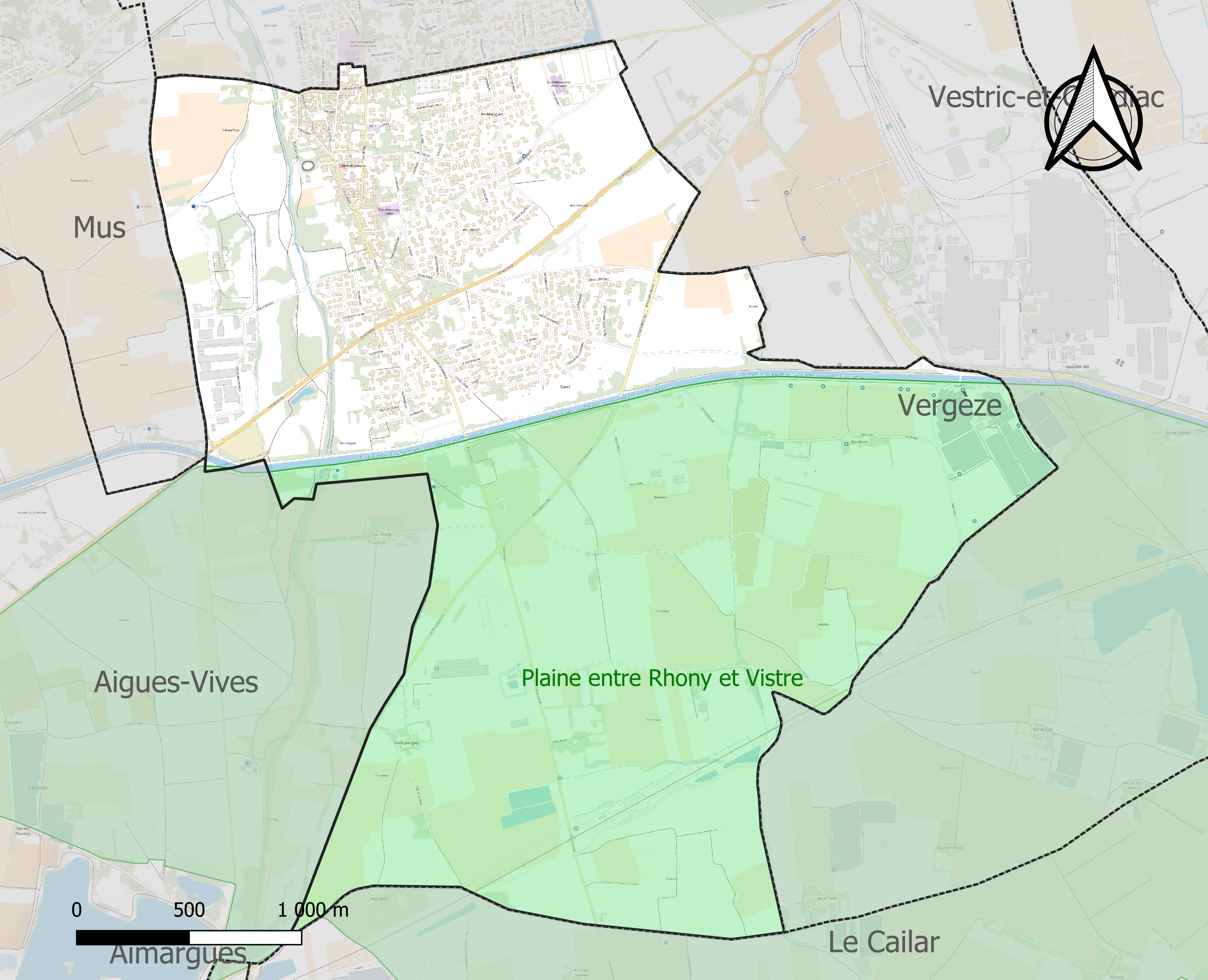
Carte de la ZNIEFF de type 1 localisée sur la commune.

L’inventaire des zones naturelles d'intérêt écologique, faunistique et floristique (ZNIEFF) a pour objectif de réaliser une couverture des zones les plus intéressantes sur le plan écologique, essentiellement dans la perspective d’améliorer la connaissance du patrimoine naturel national et de fournir aux différents décideurs un outil d’aide à la prise en compte de l’environnement dans l’aménagement du territoire. 
Une ZNIEFF de type 1 est recensée sur la commune :
la « plaine entre Rhony et Vistre » (1 232 ha), couvrant 6 communes du département.

## Urbanisme

### Typologie
Au 1er janvier 2024, Codognan est catégorisée petite ville, selon la nouvelle grille communale de densité à sept niveaux définie par l'Insee en 2022.
Elle appartient à l'unité urbaine de Vergèze, une agglomération intra-départementale regroupant trois  communes, dont elle est une commune de la banlieue,,. Par ailleurs la commune fait partie de l'aire d'attraction de Nîmes, dont elle est une commune de la couronne,. Cette aire, qui regroupe 92 communes, est catégorisée dans les aires de 200 000 à moins de 700 000 habitants,.

### Occupation des sols
L'occupation des sols de la commune, telle qu'elle ressort de la base de données européenne d’occupation biophysique des sols Corine Land Cover (CLC), est marquée par l'importance des territoires agricoles (79,7 % en 2018), en diminution par rapport à 1990 (85,6 %). La répartition détaillée en 2018 est la suivante : 
cultures permanentes (68,6 %), zones urbanisées (20,3 %), zones agricoles hétérogènes (11,1 %). L'évolution de l’occupation des sols de la commune et de ses infrastructures peut être observée sur les différentes représentations cartographiques du territoire : la carte de Cassini (XVIIIe siècle), la carte d'état-major (1820-1866) et les cartes ou photos aériennes de l'IGN pour la période actuelle (1950 à aujourd'hui).

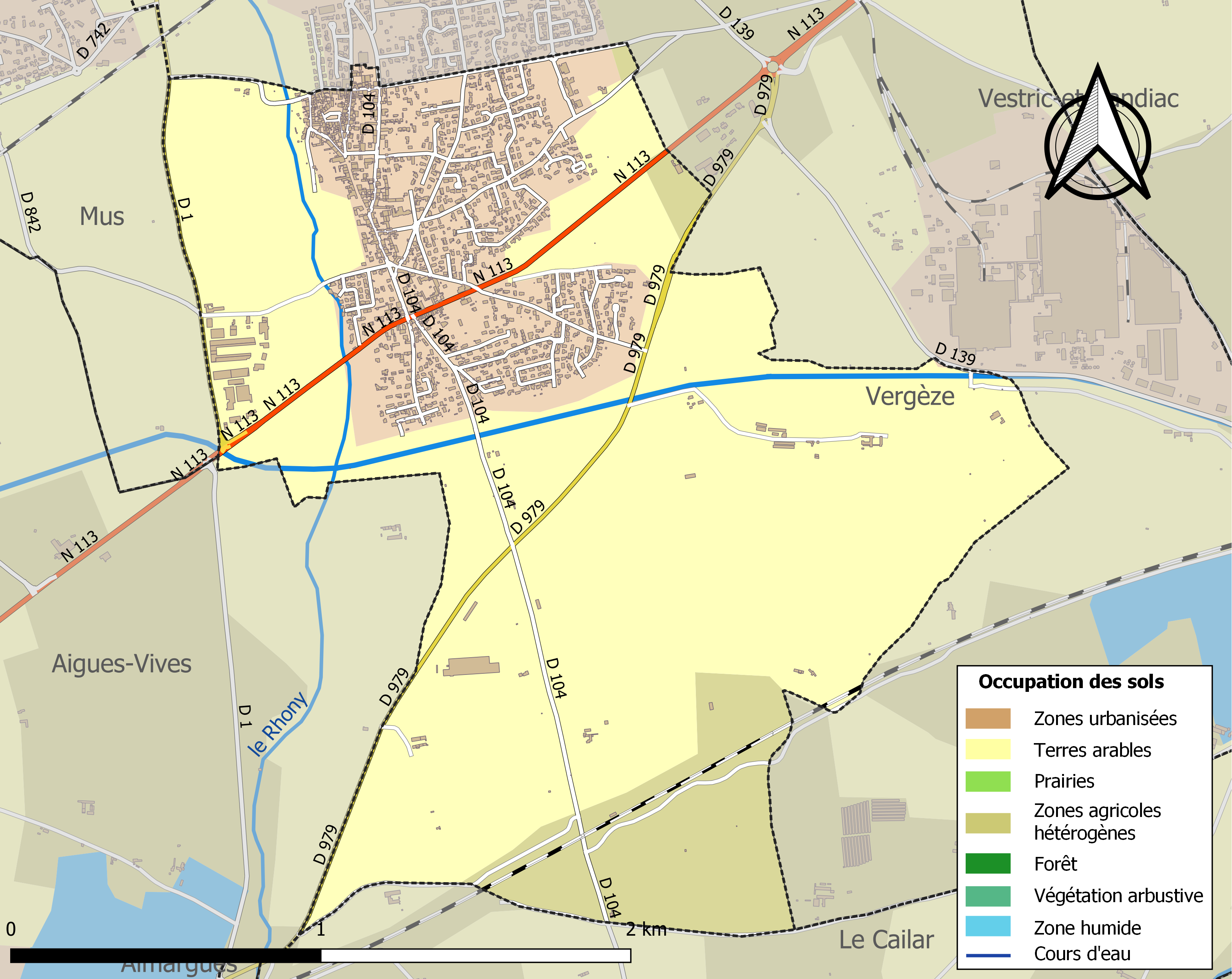
Carte des infrastructures et de l'occupation des sols de la commune en 2018 (CLC).

### Risques majeurs
Le territoire de la commune de Codognan est vulnérable à différents aléas naturels : météorologiques (tempête, orage, neige, grand froid, canicule ou sécheresse), inondations, feux de forêts, mouvements de terrains et séisme (sismicité faible). Il est également exposé à un risque technologique,  le transport de matières dangereuses. Un site publié par le BRGM permet d'évaluer simplement et rapidement les risques d'un bien localisé soit par son adresse soit par le numéro de sa parcelle.

#### Risques naturels
La commune fait partie du territoire à risques importants d'inondation (TRI) de Nîmes, regroupant 20 communes soumises aux aléas de ruissellement pour la commune de Nîmes et de débordements de cours d’eau, notamment du Vistre, d'un de ses affluents, le Rhôny, et plus à la marge du Rhône, à l’aval, un des 31 TRI qui ont été arrêtés fin 2012 sur le bassin Rhône-Méditerranée. Les événements significatifs passés relatifs à la Vistre sont des crues rapides et violentes, qui causent d’importants dégâts, voire des pertes humaines (octobre 1988, septembre 2002, décembre 2003, septembre 2005 notamment). Concernant le Rhôny, les principales crues recensées à Codognan ont eu lieu en 1845, 1933, 1945, 1958, 1963, 1976, 1987 et en octobre 1988. Cette dernière est la plus importante et marquante pour la population nîmoise. Des cartes des surfaces inondables ont été établies pour trois scénarios : fréquent (crue de temps de retour de 10 ans à 30 ans), moyen (temps de retour de 100 ans à 300 ans) et extrême (temps de retour de l'ordre de 1 000 ans, qui met en défaut tout système de protection),. La commune a été reconnue en état de catastrophe naturelle au titre des dommages causés par les inondations et coulées de boue survenues en 1982, 1987, 1988, 1994, 1995, 2005 et 2021,.

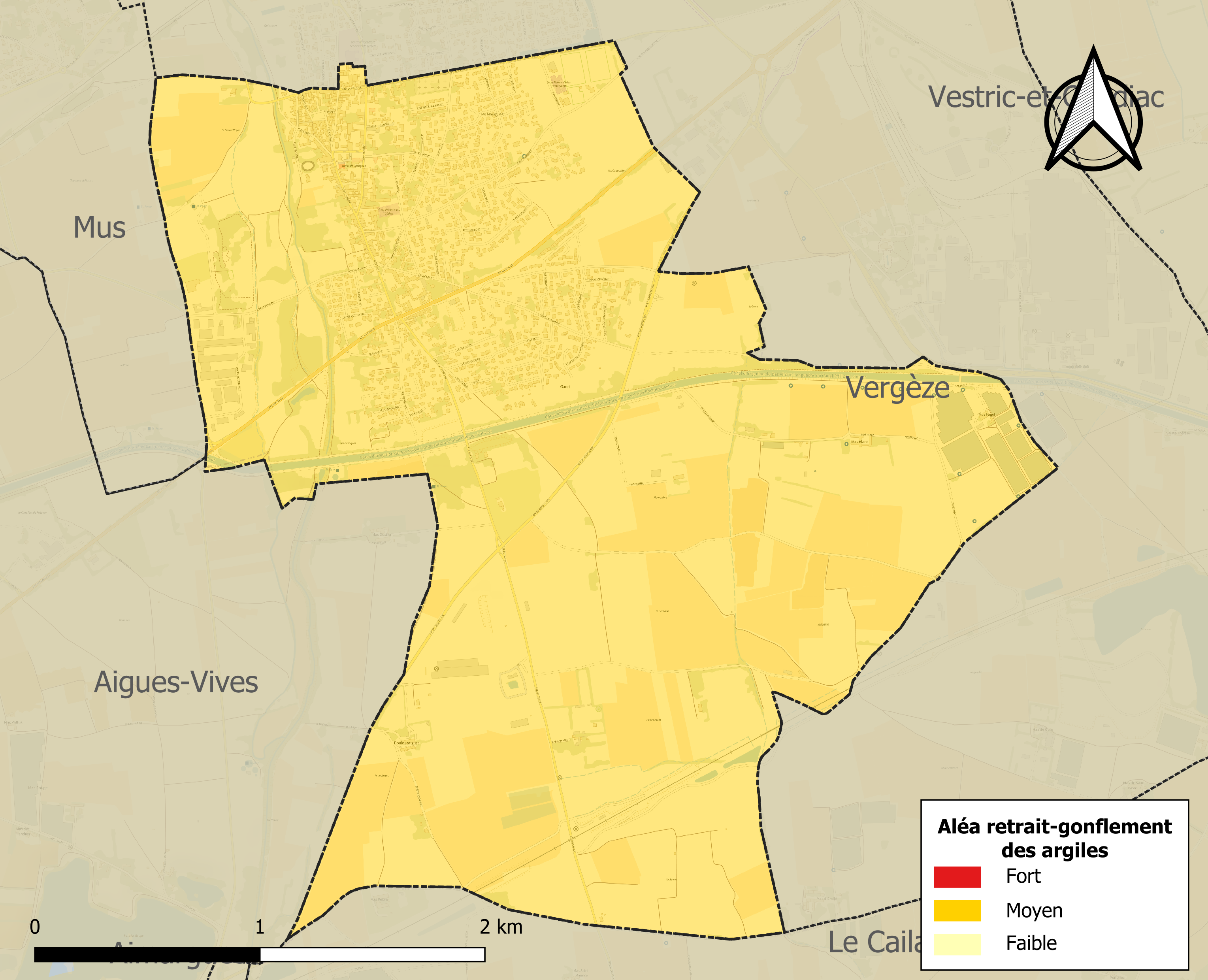
Carte des zones d'aléa retrait-gonflement des sols argileux de Codognan.

La commune est vulnérable au risque de mouvements de terrains constitué principalement du retrait-gonflement des sols argileux. Cet aléa est susceptible d'engendrer des dommages importants aux bâtiments en cas d’alternance de périodes de sécheresse et de pluie. La totalité de la commune est en aléa moyen ou fort (67,5 % au niveau départemental et 48,5 % au niveau national). Sur les 954 bâtiments dénombrés sur la commune en 2019, 954 sont en aléa moyen ou fort, soit 100 %, à comparer aux 90 % au niveau départemental et 54 % au niveau national. Une cartographie de l'exposition du territoire national au retrait gonflement des sols argileux est disponible sur le site du BRGM,.
Par ailleurs, afin de mieux appréhender le risque d’affaissement de terrain, l'inventaire national des cavités souterraines permet de localiser celles situées sur la commune.

#### Risques technologiques
Le risque de transport de matières dangereuses sur la commune est lié à sa traversée par des infrastructures routières ou ferroviaires importantes ou la présence d'une canalisation de transport d'hydrocarbures. Un accident se produisant sur de telles infrastructures est en effet susceptible d’avoir des effets graves au bâti ou aux personnes jusqu’à 350 m, selon la nature du matériau transporté. Des dispositions d’urbanisme peuvent être préconisées en conséquence.

## Toponymie
Occitan Codonhan (graphie mistralienne Coudougnan), bas latin Codonhanum, Codognanum, Codonianum, de l'occitan codonh, coing + suffixe roman -anum.
Ses habitants sont les Codognanais et Codognanaises.

## Histoire

### Moyen Âge
On trouve le nom de codonianum mentionné en 1094 dans le cartulaire de l'abbaye de Psalmodie.

## Politique et administration

### Liste des maires
- années 1870 : Antoine Bourelly[33]

[...]
- 1935-1959 : Maurice Boissier[34]

[...]
| Période      | Période                   | Identité           | Étiquette | Qualité |
| ------------ | ------------------------- | ------------------ | --------- | --- |
| mars 1983    | mars 2001                 | Joseph Serrano (d) | SE        | Vice-président de la CC Rhôny Vistre Vidourle |
| mars 2001    | 21 mars 2008              | André Bertrand (d) | DVD       | Vice-président de la CC Rhôny Vistre Vidourle |
| 21 mars 2008 | 28 mars 2014              | Michel Julien (d)  | DVD       | Retraité agricole Vice-président de la CC Rhôny Vistre Vidourle |
| 28 mars 2014 | En cours (au 18 mai 2020) | Philippe Gras (d)  | LR        | Avocat Vice-président de la CC Rhôny Vistre Vidourle (2014 → 2020) Vice-président de l'EPTB du Vistre (2014 → en cours) Président du SCoT Sud Gard (2014 → 2020) Président de la CC Rhôny Vistre Vidourle (2020 → en cours) |

### Administration municipale
Le conseil municipal de Codognan comprend 19 membres, dont le maire, 5 adjoints et 13 conseillers municipaux.
Depuis les élections municipales de 2020, sa composition est la suivante :

## Population et société

### Démographie
L'évolution du nombre d'habitants est connue à travers les recensements de la population effectués dans la commune depuis 1793. Pour les communes de moins de 10 000 habitants, une enquête de recensement portant sur toute la population est réalisée tous les cinq ans, les populations de référence des années intermédiaires étant quant à elles estimées par interpolation ou extrapolation. Pour la commune, le premier recensement exhaustif entrant dans le cadre du nouveau dispositif a été réalisé en 2005.

En 2022, la commune comptait 2 518 habitants, en évolution de +3,84 % par rapport à 2016 (Gard : +2,97 %, France hors Mayotte : +2,11 %).
| 1793 | 1800 | 1806 | 1821 | 1831 | 1836 | 1841 | 1846 | 1851 |
| ---- | ---- | ---- | ---- | ---- | ---- | ---- | ---- | ---- |
| 475  | 462  | 553  | 690  | 779  | 814  | 831  | 842  | 877  |

| 1856 | 1861 | 1866 | 1872 | 1876 | 1881 | 1886 | 1891 | 1896 |
| ---- | ---- | ---- | ---- | ---- | ---- | ---- | ---- | ---- |
| 876  | 870  | 892  | 882  | 858  | 762  | 793  | 820  | 867  |

| 1901 | 1906 | 1911 | 1921 | 1926 | 1931 | 1936 | 1946 | 1954 |
| ---- | ---- | ---- | ---- | ---- | ---- | ---- | ---- | ---- |
| 881  | 838  | 800  | 679  | 646  | 683  | 671  | 643  | 742  |

| 1962 | 1968 | 1975  | 1982  | 1990  | 1999  | 2005  | 2006  | 2010  |
| ---- | ---- | ----- | ----- | ----- | ----- | ----- | ----- | ----- |
| 841  | 883  | 1 052 | 1 310 | 1 760 | 1 940 | 2 487 | 2 492 | 2 441 |

| 2015  | 2020  | 2022  | - | - | - | - | - | - |
| ----- | ----- | ----- | - | - | - | - | - | - |
| 2 422 | 2 419 | 2 518 | - | - | - | - | - | - |

### Édifices civils
- Voie romaine Voie Domitienne passe au nord du village, sur son territoire.
- Route royale (ordonnée par Louis XIV, construite entre 1668 et 1674) passe au sud du village et a pris le relais du « Chemin vieux » (la voie romaine).
- Mairie avec son école attenante (1884).
- Horloge publique isolée (campanile) à proximité immédiate de la mairie, architecture originale avec porche au rez-de-chaussée (1857).
- Pavillon dans un parc avec un lambrequin de bois (fin XIXe).
- Nombreuses maisons vigneronnes.

### Édifices religieux
- Temple protestant (1855).
- Église Saint-André de Codognan (1874).
- Chapelle méthodiste de style néo-classique.

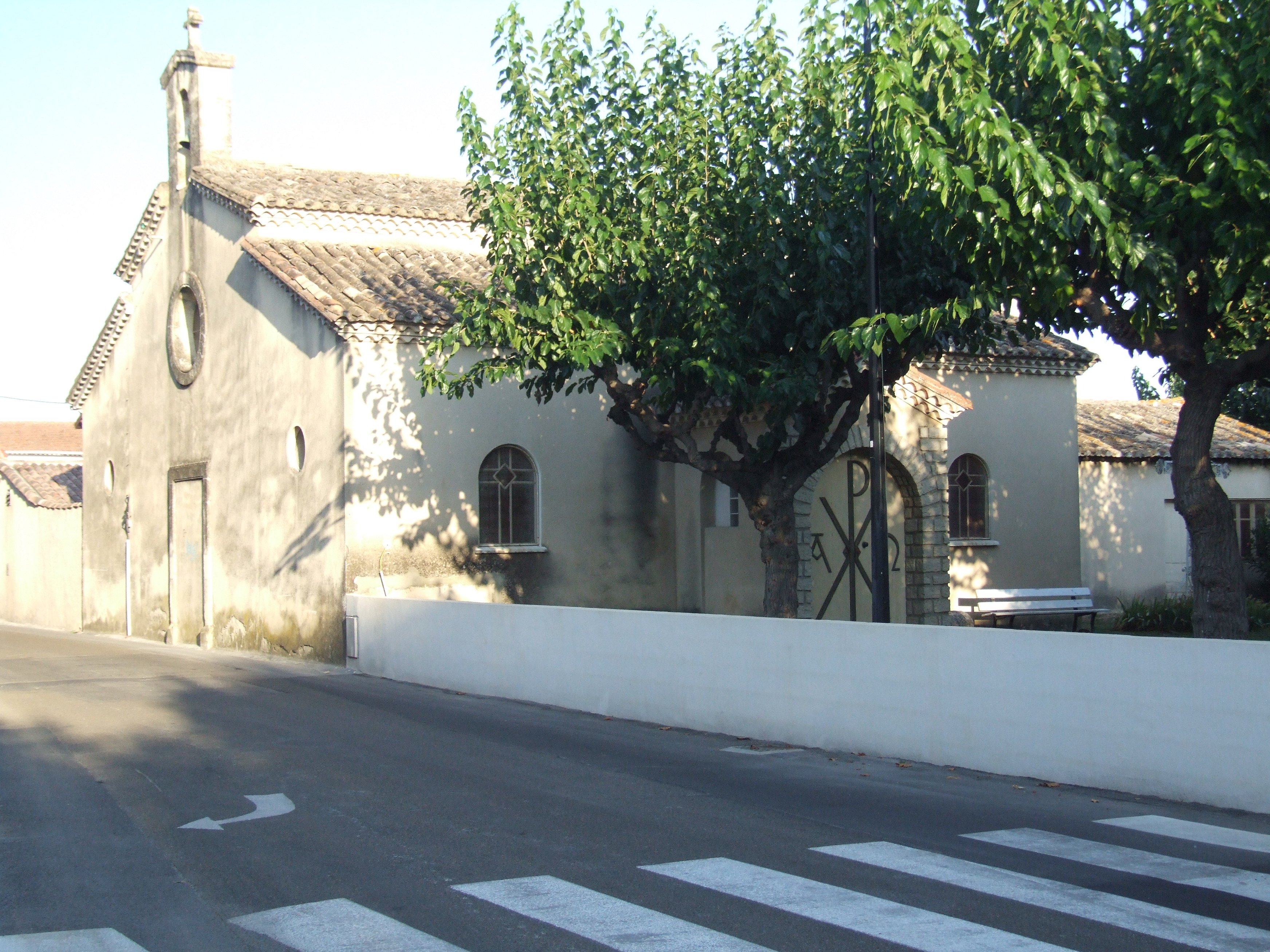
Église Saint-André de Codognan.
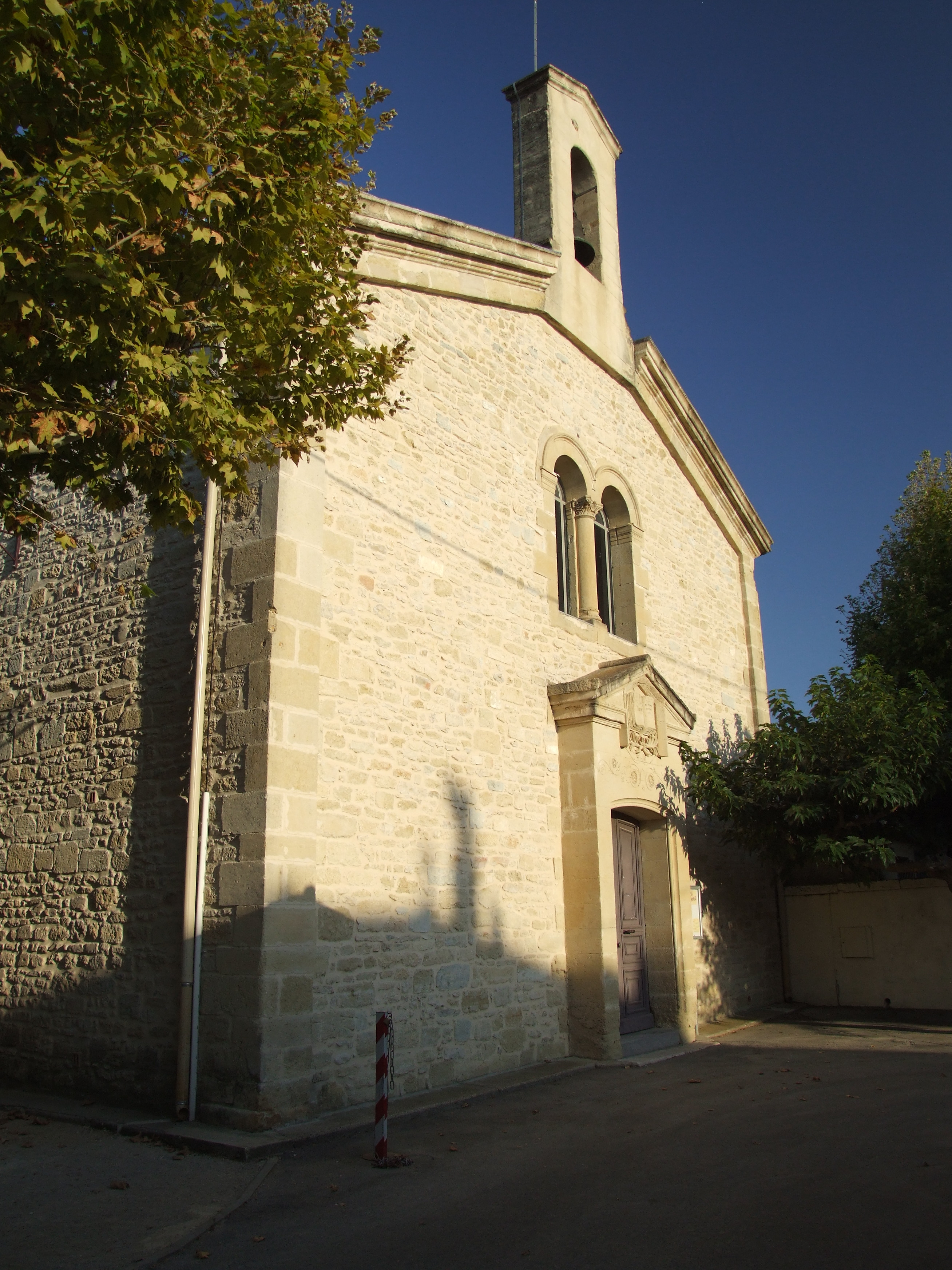
Temple de Codognan.

### Personnalités liées à la commune
- Julien Massip (1865-1927), pasteur protestant français, né à Codognan.
- Louis Méjan (1874-1955), homme politique et préfet, sénateur et conseiller général du Gard, natif de Codognan.
- Edgard Raizon (1888-1975), poète, qui repose au cimetière.
- Pierre Dell'Oste (1947- ), footballeur français né à Codognan.

### Culte
- Temple de l'Église protestante unie de France[39]
- Église évangélique[40]